# Lake George
Lake George è un comune degli Stati Uniti d'America, situato nello stato di New York, nella contea di Warren.